# Veliki Lipoglav
Veliki Lipoglav – wieś w Słowenii, w gminie miejskiej Lublana. W 2018 roku liczyła 48 mieszkańców. 